# Nordiska Transportarbetarefederationen
Nordiska Transportarbetarefederationen (NTF) är ett samarbetsorgan för fackliga organisationer inom transportsektorn i Danmark, Finland, Färöarna, Island, Norge och Sverige. Det bildades 1908.

## Medlemsförbund
Danmark
- 3F
- Cabin Attendants Union
- Dansk Jernbaneforbund
- Dansk Metals Maritime Afdeling
- Dansk Metalarbejderforbund
- Forbundet för Offentligt Ansatte
- Handel og Kontor
- Serviceförbundet

Finland
- AKT
- ERTO
- Fackförbundet för kabinpersonal
- Finlands Maskinbefälsförbund
- Finlands SjömansUnion
- Finlands Skeppsbefälsförbund
- Finska Järnvägsmannaförbundet
- Finska Järnvägstjänstemannaförbundet
- Finska Lokmannaförbundet
- JHL
- Luftfartsunionen
- Pro

Färöarna
- Føroya Fiskimannafelag

Island
- Bifreiðastjórfélagsins Sleipnis
- Félag Íslenskra Atvinnuflugmanna
- Flugfreyjufélag Íslands
- Flugvirkjafélag Íslands
- Íslenska Flugmannafélagið
- Sjómannafélag Íslands

Norge
- Det Norske Maskinistforbund
- Fagforbundet
- Fellesforbundet
- Handel og Kontor
- Industri Energi
- Norsk Jernbaneforbund
- Norsk kabinforening
- Norsk Lokomotivmannsforbund
- Norsk Sjømannsforbund
- Norsk Sjøoffisersforbund
- Norsk Tjenestemannslag
- Norsk Transportarbeiderforbund
- PARAT
- Yrkestrafikkforbundet

Sverige
- Fackförbundet ST
- Ledarna
- SEKO
- Sjöbefälsföreningen
- Svenska Kommunalarbetareförbundet
- Svenska Transportarbetareförbundet
- Unionen